# Klooster van Garnstock

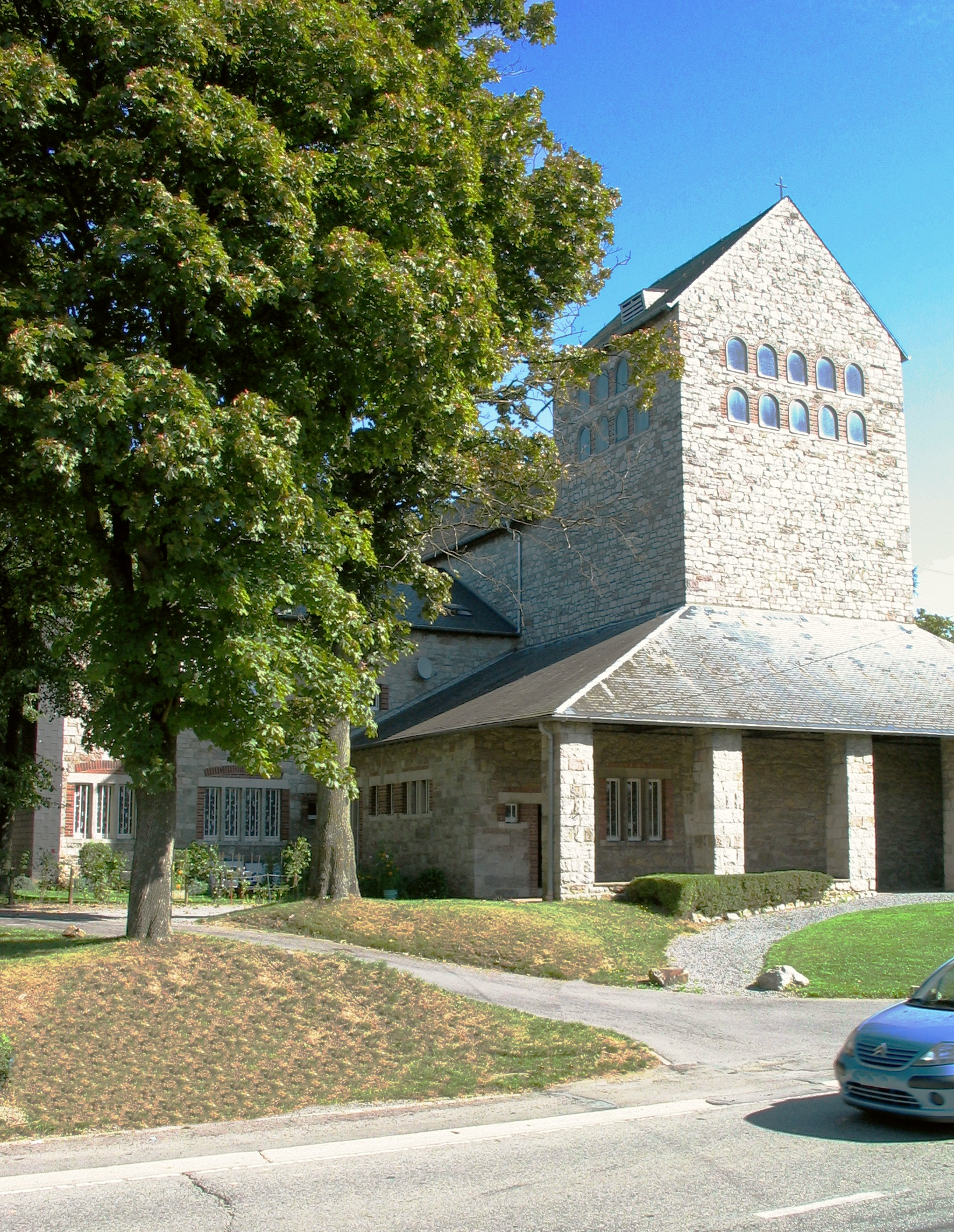
Kloosterkerk

Het klooster van Garnstock is een voormalig klooster uit de 20e eeuw in de Belgische gemeente Baelen.

## Geschiedenis
Het klooster werd in 1909 gesticht door de Duitse tak van de Congregatie van het Allerheiligst Sacrament. Zij huisden aanvankelijk in een bestaande woning aan de weg tussen Baelen en Eupen vooraleer zij in 1913 begonnen met de bouw van een klooster. In het klooster werden missionarissen voor Brazilië opgeleid. In 1922 werd het klooster overgekocht door Duitse franciscanen. Zij stichtten er een middelbare school. Tussen 1933 en 1936 werd een nieuwe, grotere kloosterkerk gebouwd naar een ontwerp van Dominikus Böhm. Tijdens de oorlog werd het klooster door de Duitsers gebruikt als hospitaal. Na de oorlog werden er een tijdlang collaborateurs opgesloten. De franciscanen heropenden de school. In 1975 verlieten zij het klooster maar de school bleef bestaan onder de naam Pater Damian Institut. Na de sluiting van de school kwamen er sociale woningen en een dagcentrum van personen met een handicap in de gebouwen. De voormalige kloosterkerk werd gerestaureerd.

## Kloosterkerk
Architect Dominikus Böhm ontwierp verschillende kerken. De kerk is heeft het grondplan van een basiliek met twee zijbeuken waarin kapellen en zijaltaren zijn ondergebracht. De toren bevat een dubbele rij van telkens vijf ramen die het koor verlichten en een groot fresco van de kruisiging geschilderd door Willy Jakob.

## Afbeeldingen

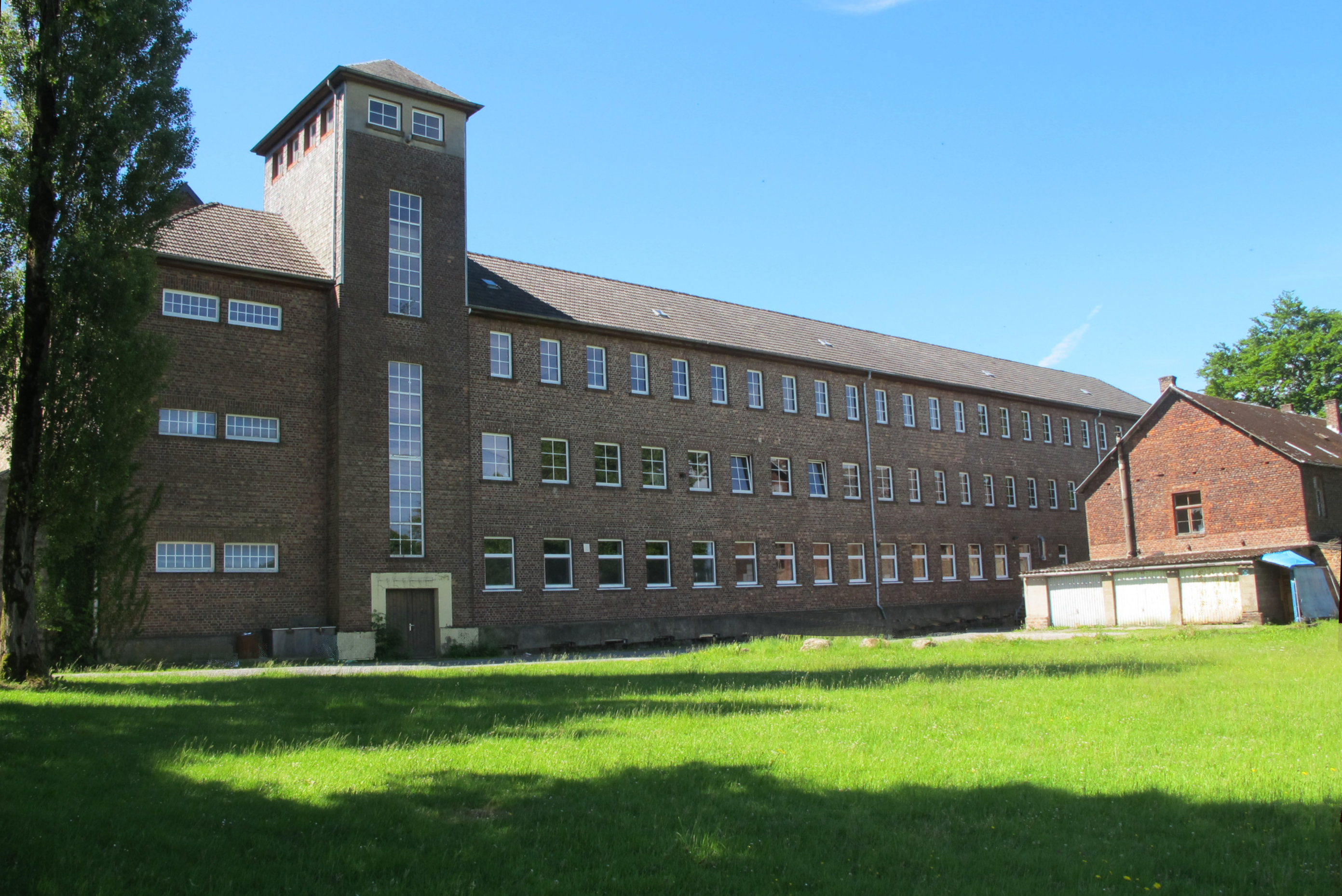
Schoolgebouw
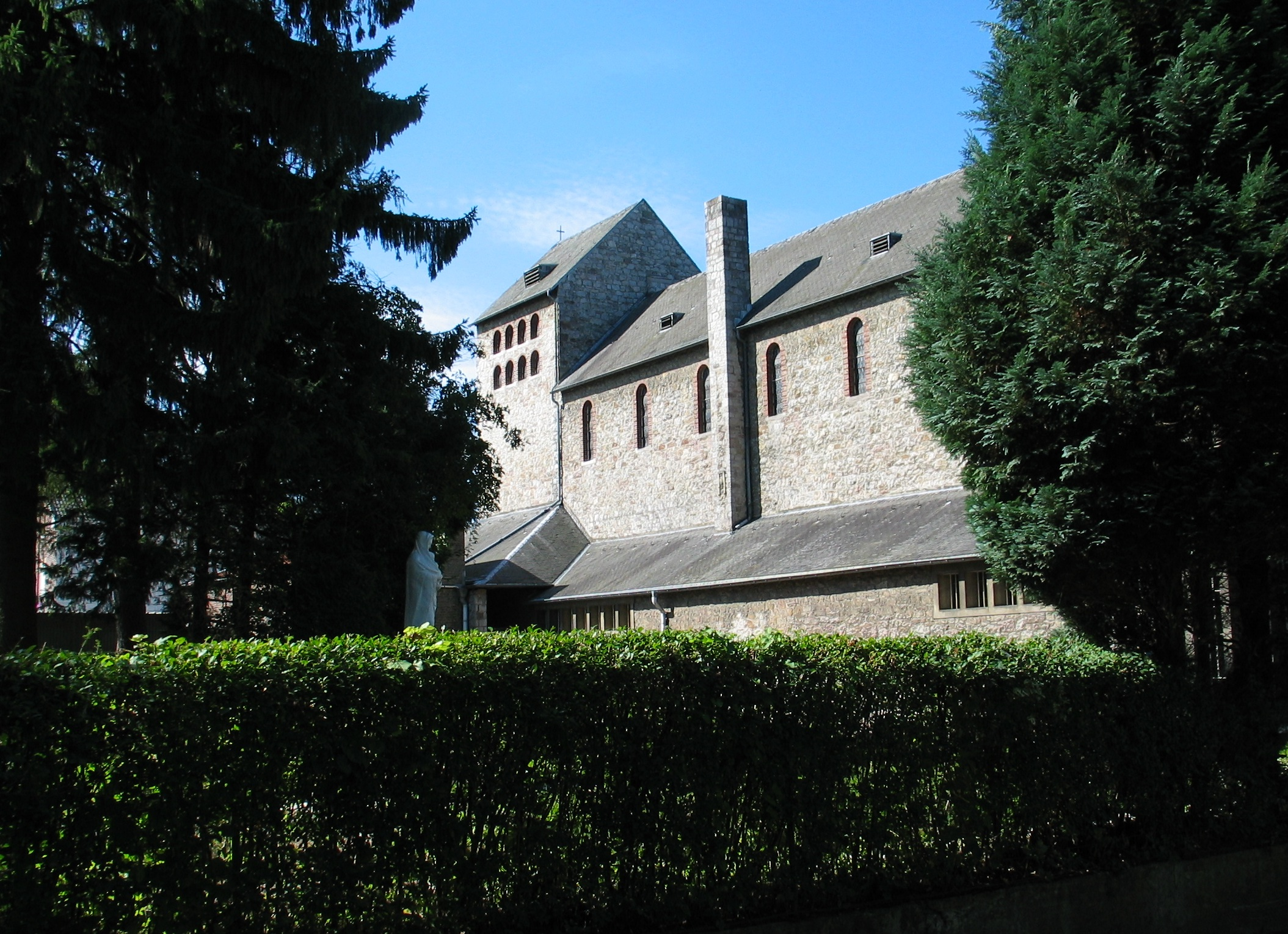
Kloosterkerk
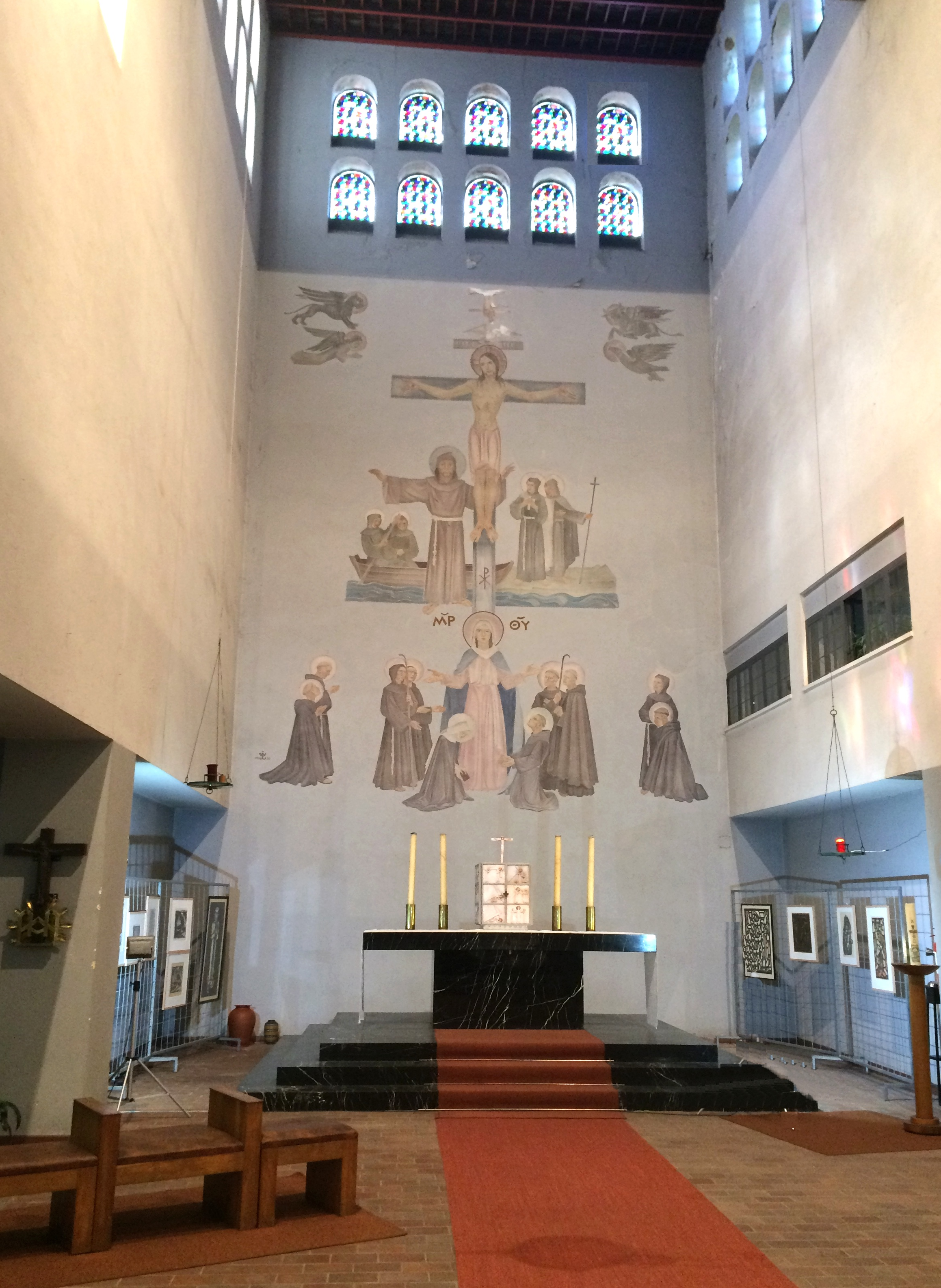
Koor van de kerk